# Melchor Méndez Magariños
Melchor Méndez Magariños (Pontevedra, 6 de noviembre de 1885-Montevideo, 28 de noviembre de 1945) fue un pintor y grabador uruguayo.

## Biografía

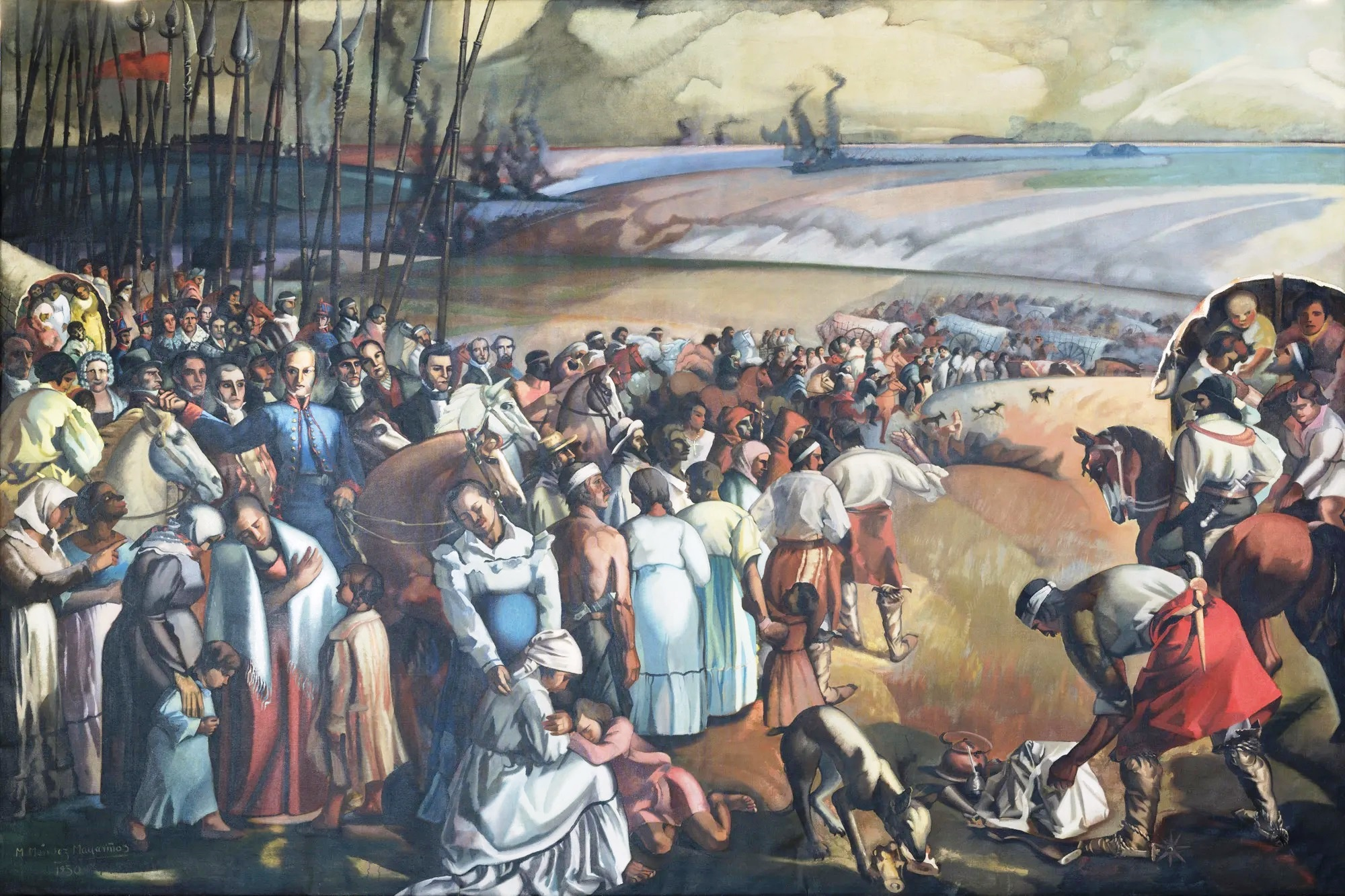
Una de sus obras más destacadas, "El Éxodo del Pueblo Oriental".

A los cuatro años llegó con su familia al Uruguay. A los doce años comenzó sus estudios de dibujo con Pío Collivadino, y con posteridad amplió sus conocimientos en la Escuela de Bellas Artes de Buenos Aires. En esa ciudad participó junto a otros artistas en la creación de las pinturas murales del Teatro Colón, mientras que en Uruguay colaboró en las pinturas de la Capilla del Santísimo de la Catedral de Montevideo. En misión oficial, realizó un viaje a Europa donde frecuentó el taller de André Lhote, y recibió las influencias de expresionistas del movimiento fauvista, como ser Raoul Dufy y Othon Friesz. En ese mismo viaje realizó en Alemania muchas de sus acuarelas.
Fuera de fronteras, la revista Sur de Buenos Aires reprodujo algunas de sus obras. Además, obtuvo una recompensa en un concurso de EE. UU., mientras que en Montevideo logró muchos premios en el Salón Nacional de Bellas Artes, entre los que se cuenta el Segundo Premio del Salón del Centenario. Realizó asimismo múltiples exposiciones en Montevideo, Buenos Aires, París, La Habana y Baltimore. Contribuyó con artículos de crítica y arte en revistas tales como Perseo y Cruz del Sur, así como en diarios uruguayos y extranjeros.
El Estado uruguayo le adquirió su obra "El Éxodo del Pueblo Oriental", actualmente expuesta en el Palacio Legislativo, mientras que el resto de su obra se encuentra en varios museos oficiales así como en numerosas colecciones privadas de varios países.

## Algunas obras de Méndez Magariños

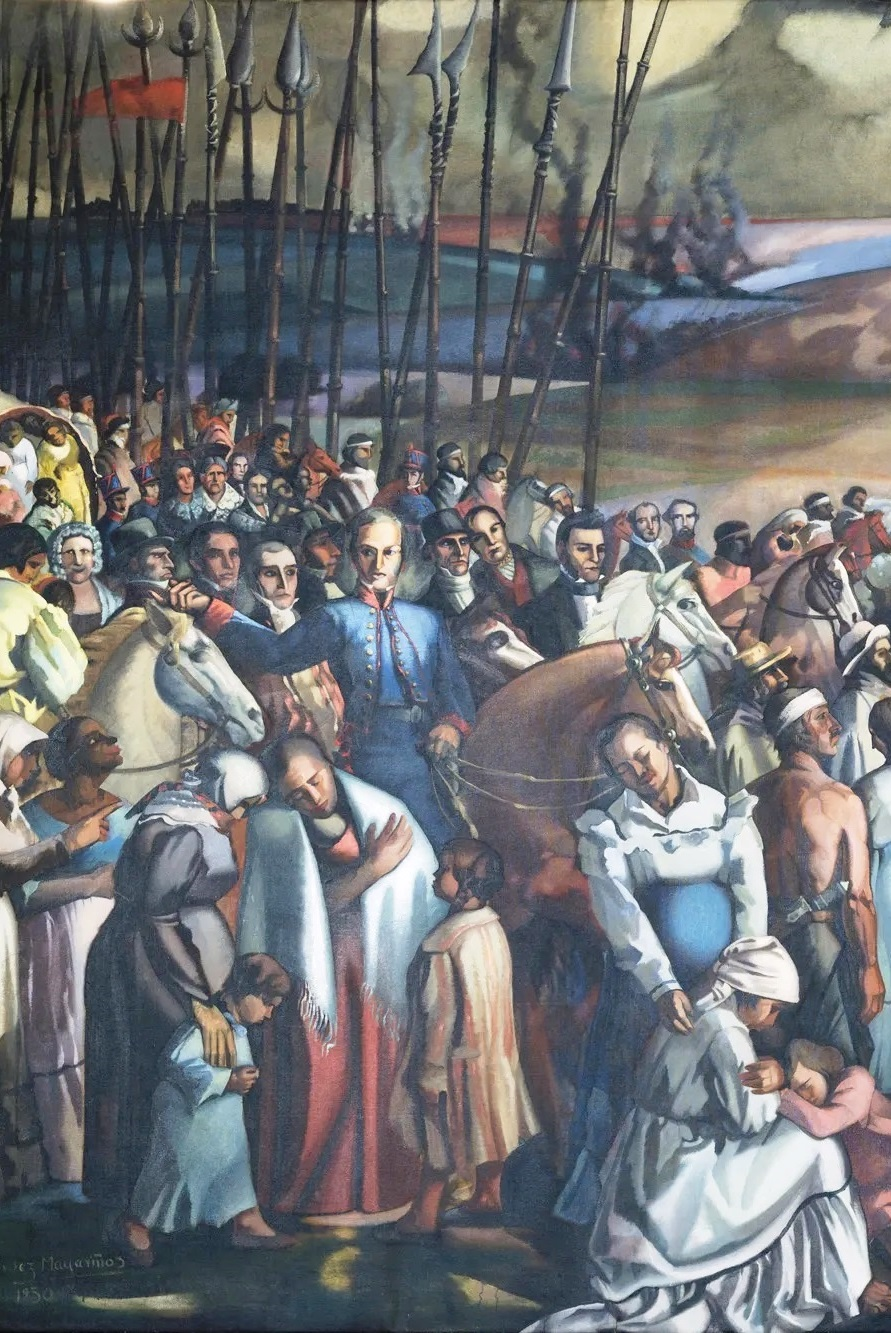
"El Éxodo del Pueblo Oriental" (1927), detalle
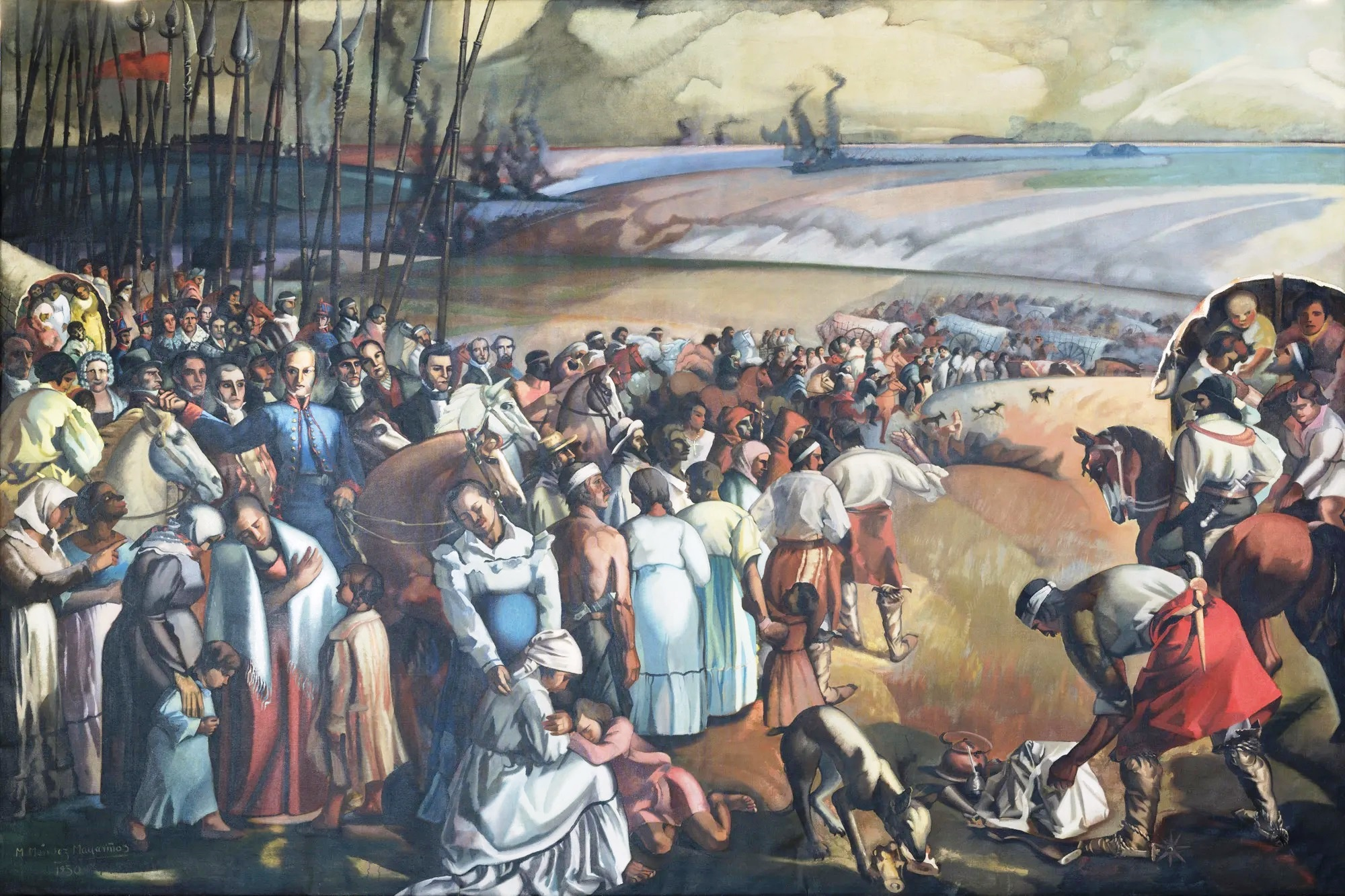
"El Éxodo del Pueblo Oriental" (1927)
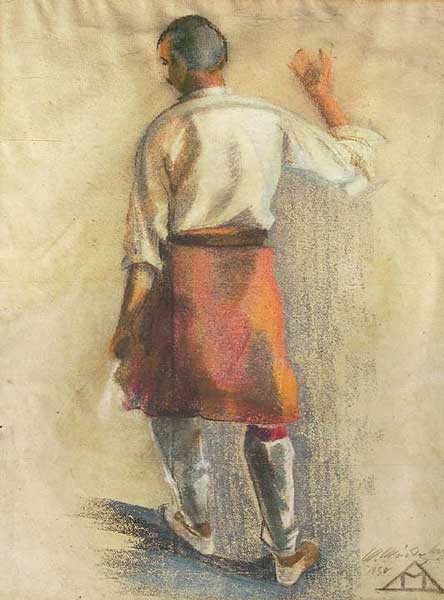
"El sembrador", pastel sobre papel de 53 x 40 cm (1950)
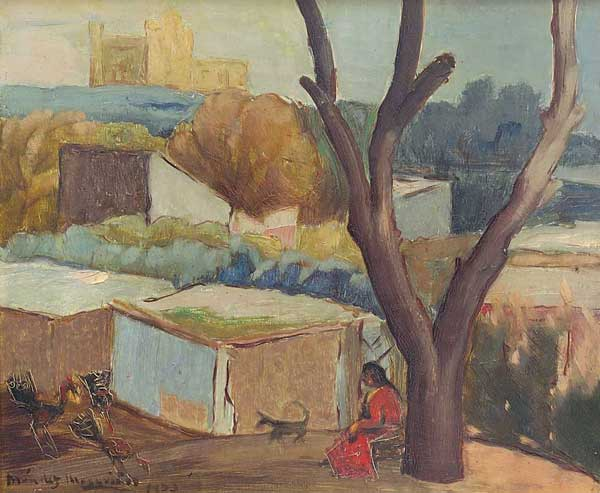
"Paisaje y personaje", óleo sobre fibra de 46 x 56 cm
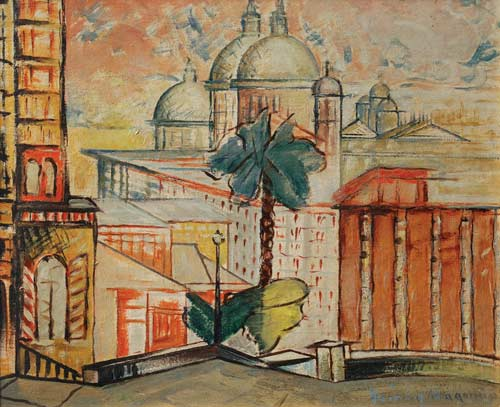
"Terrazas Romanas", óleo sobre tela de 55 x 66 cm